# الکس اریاس
الکس اریاس (انگلیسی: Álex Arias؛ زادهٔ ۱۳ ژوئن ۱۹۸۹) بازیکن فوتبال اهل اسپانیا است.
از باشگاه‌هایی که در آن بازی کرده‌است می‌توان به باشگاه فوتبال رئال اویدو و باشگاه فوتبال نومانسیا اشاره کرد.